# Martin and Lewis
Pour les articles homonymes, voir Martin et Lewis.
Martin and Lewis est un duo comique américain composé du chanteur Dean Martin et de l'humoriste Jerry Lewis.

## Filmographie
| Année | Films                                           | Rôle de Jerry Lewis            | Rôle de Dean Martin           | Notes                                                       |
| ----- | ----------------------------------------------- | ------------------------------ | ----------------------------- | ----------------------------------------------------------- |
| 1949  | Ma bonne amie Irma (My Friend Irma)             | Seymour                        | Steve Laird                   | Premier film                                                |
| 1950  | Irma à Hollywood (My Friend Irma Goes West)     | Seymour                        | Steve Laird                   |                                                             |
| 1950  | Le Soldat récalcitrant (At War with the Army)   | Première classe Alvin Korwin   | Sergent Victor Puccinelli     | Filmé avant Irma à Hollywood.                               |
| 1951  | Bon sang ne peut mentir (That's my Boy)         | 'Junior' Jackson               | Bill Baker                    |                                                             |
| 1952  | La Polka des marins (Sailor Beware)             | Melvin Jones                   | Al Crowthers                  |                                                             |
| 1952  | Parachutiste malgré lui (Jumping Jacks)         | Hap Smith                      | Chick Allen                   |                                                             |
| 1952  | En route vers Bali (Road to Bali)               | Une femme dans le rêve de Lala | Un homme dans le rêve de Lala | Courte apparition                                           |
| 1953  | Le Cabotin et son compère (The Stooge)          | Theodore Rogers                | Bill Miller                   | Filmé avant La Polka des marins et Parachutiste malgré lui. |
| 1953  | Fais-moi peur (Scared Stiff)                    | Myron Mertz                    | Larry Todd                    | Remake de Le Mystère du château maudit (1940)               |
| 1953  | Amour, délices et golf (The Caddy)              | Harvey Miller, Jr.             | Joe Anthony                   |                                                             |
| 1953  | Un galop du diable (Money from Home)            | Virgil Yokum                   | Herman "Honey Talk" Nelson    | Premier film en couleur                                     |
| 1954  | C'est pas une vie, Jerry (Living It Up)         | Homer Flagg                    | Dr. Steve Harris              | Remake de La Joyeuse Suicidée 1937                          |
| 1954  | Le clown est roi (Three ring circus)            | Jerome F. Hotchkiss            | Pete Nelson                   |                                                             |
| 1955  | Un pitre au pensionnat (You're Never Too Young) | Wilbur Hoolick                 | Bob Miles                     | Remake de Uniformes et jupons courts 1942                   |
| 1955  | Artistes et Modèles (Artists and Models)        | Eugene Fullstack               | Rick Todd                     |                                                             |
| 1956  | Le Trouillard du Far West (Pardners)            | Wade Kingsley                  | Slim Mosley                   | Remake de Rhythm on the Range 1936                          |
| 1956  | Un vrai cinglé de cinéma (Hollywood or Bust)    | Malcolm Smith                  | Steve Wiley                   | Dernier film ensemble                                       |